# Abdi Mohamed
Abdirizak Sheikuna Mohamed (Nairobi, Kenia; 25 de octubre de 1996) es un futbolista somalí. Juega de defensa en Oakland Roots SC de la USL Championship. Nacido en Kenia, es internacional absoluto por la selección de Somalia desde 2019.

## Selección nacional
Nacido en Kenia de padres somalís, Mohamed creció en Estados Unidos. Debutó por la selección de Somalia el 5 de septiembre de 2019 ante Zimbabue.

## Estadísticas
Actualizado al último partido disputado el 22 de mayo de 2023.
| Club                              | Div.          | Temporada     | Liga  | Liga  | Copas nacionales | Copas nacionales | Copas internacionales | Copas internacionales | Total | Total |
| Club                              | Div.          | Temporada     | Part. | Goles | Part.            | Goles            | Part.                 | Goles                 | Part. | Goles |
| --------------------------------- | ------------- | ------------- | ----- | ----- | ---------------- | ---------------- | --------------------- | --------------------- | ----- | ----- |
| Memphis 901 Estados Unidos        | 2ª            | 2019          | 21    | 0     | 2                | 0                | —                     | —                     | 23    | 0     |
| Memphis 901 Estados Unidos        | Total club    | Total club    | 21    | 0     | 2                | 0                | 0                     | 0                     | 23    | 0     |
| Greenville Triumph Estados Unidos | 3.ª           | 2020          | 7     | 0     | —                | —                | —                     | —                     | 7     | 0     |
| Greenville Triumph Estados Unidos | 3.ª           | 2021          | 26    | 0     | —                | —                | —                     | —                     | 26    | 0     |
| Greenville Triumph Estados Unidos | Total club    | Total club    | 33    | 0     | 0                | 0                | 0                     | 0                     | 33    | 0     |
| Columbus Crew II Estados Unidos   | 3.ª           | 2022          | 25    | 0     | —                | —                | —                     | —                     | 25    | 0     |
| Columbus Crew II Estados Unidos   | 3.ª           | 2023          | 6     | 1     | —                | —                | —                     | —                     | 6     | 1     |
| Columbus Crew II Estados Unidos   | Total club    | Total club    | 31    | 1     | 0                | 0                | 0                     | 0                     | 31    | 1     |
| Total carrera                     | Total carrera | Total carrera | 85    | 1     | 0                | 0                | 0                     | 0                     | 87    | 1     |

## Palmarés

### Títulos nacionales
| Título         | Club               | País           | Año  |
| -------------- | ------------------ | -------------- | ---- |
| USL League One | Greenville Triumph | Estados Unidos | 2020 |
| MLS Next Pro   | Columbus Crew 2    | Estados Unidos | 2022 |